# Korg OASYS

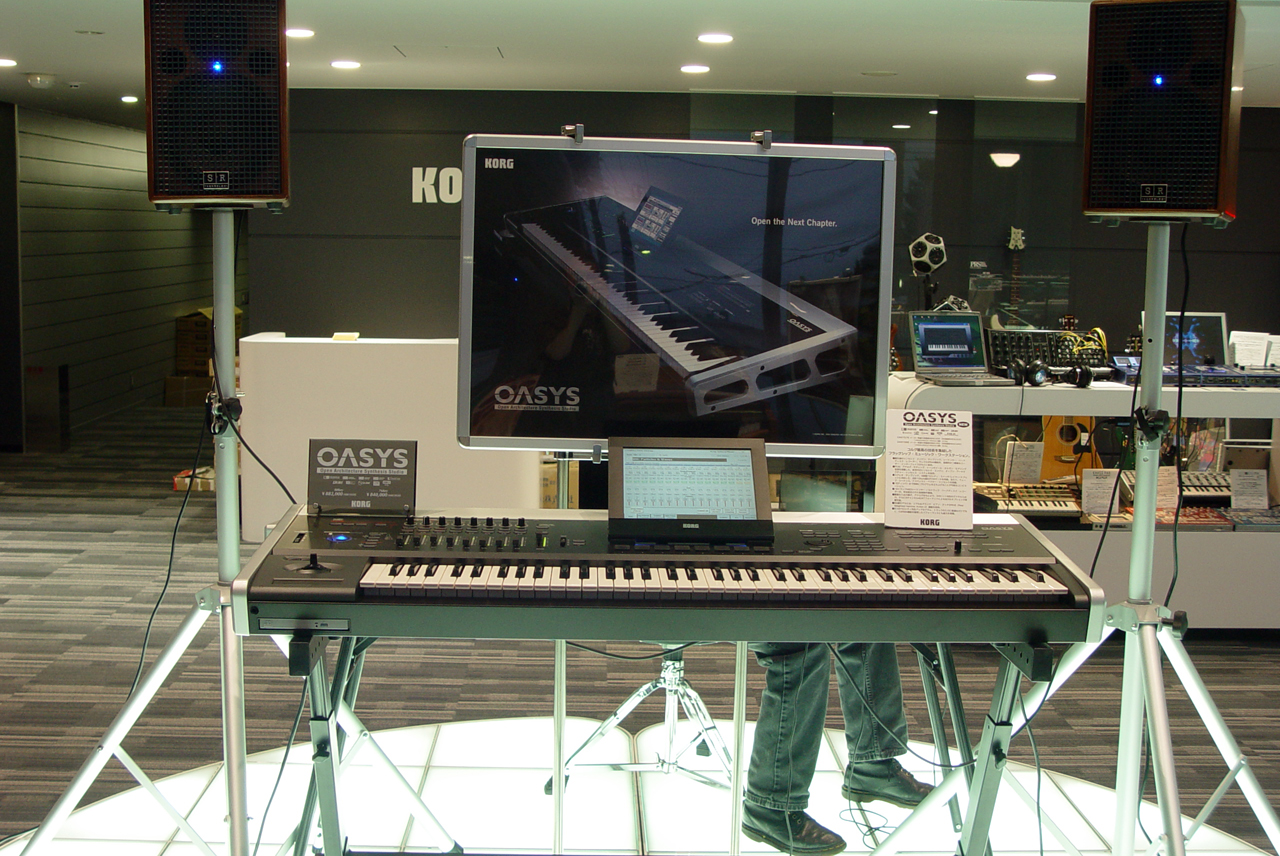
OASYS w wersji mniejszej, 76-klawiszowej.

Korg OASYS – syntezator i rozbudowana stacja robocza w jednym, wydany na początku 2005 roku, rok po udanym Korgu Triton Extreme. W przeciwieństwie do serii Triton, Oasys jest oparty na własnym systemie operacyjnym Linux i zaprojektowany tak, by był możliwie jak najbardziej rozszerzalny poprzez uaktualnienia oprogramowania, a jego możliwości były ograniczone jedynie poprzez podzespoły (znane z komputerów PC). Korg zakończył jego produkcję w kwietniu 2009 roku.

## Dane techniczne
W standardowym OASYS'ie znajdują się podzespoły podobne do tych, jakie znaleźć można w każdym komputerze osobistym:
- procesor Pentium 4 2,8 GHz
- twardy dysk 40GB
- pamięć 1GB DDR RAM, rozszerzalna do 2GB
- ekran dotykowy LCD 10.4"

To wyróżnia technologię OASYS (skrót od Open Architecture SYnthesis Studio - w wolnym tłumaczeniu "Studio syntezy o otwartej architekturze"), która pozwala na użycie wielu silników syntezatora jednocześnie. OASYS posiada także technologię KARMA drugiej generacji (pierwsza generacja po raz pierwszy pojawiła się w Korgu KARMA). Instrument jest dostępny z 76-klawiszową półważoną lub 88-klawiszową w pełni ważoną klawiaturą.

## Silniki syntezujące
Na dzień 20 grudnia 2007 najnowszą wersją Systemu operacyjnego OASYS jest wersja 1.3.1, zawierająca następujące silniki syntezujące:
1. HD-1: Syntezator PCM, zawierający 628 MB próbek i sekwencjonowanie Wave
2. AL-1: 96-tonowy polifoniczny wirtualny analogowy syntezator (84 tony w poprzednich wersjach oprogramowania)
3. CX-3: modulowane organy tonewheel oparte na obecnym CX-3
4. STR-1: fizyczne modelowanie szarpanych strun
5. LAC-1: Opcjonalna paczka zawierająca dwa wirtualne analogowe syntezatory, PolysixEX i MS-20EX, które są uaktualnionymi modelami vintage Korg Polysix i Korg MS20.
6. MOD-7: Łączy Variable Phase Modulation (VPM, "Zmienna Modulacja Fazy"), waveshaping ("kształtowanie fal"), ring modulation ("modulacja pierścieniowa"), odtwarzanie próbek PCM i syntezę subtraktywną w konfigurowalnym semi-modułowym syntezatorze.

### HD-1

#### Program HD-1
HD-1 jest silnikiem syntezy sampli o strukturze dwu-oscylatorowej. Oprócz dwóch oscylatorów, HD-1 zawiera moduł obwiedni wektorowej, wspólne LFO ('per-program' w przeciwieństwie do 'per-voice', podobne do modulacji LFO w niektórych wczesnych polifonicznych syntezatorach analogowych), dwa wspólne generatory śledzenia klawiatury, ustawienia KARMY i efekty.

#### Oscylator HD-1
Na każdy "oscylator" składa się oscylator odtwarzania sampli (próbek), podwójny filtr multimodułowy, sekcja nieliniowego wysterowania, wzmocnienia basów, wzmacniacza i ustawień panoramy. Oscylator odtwarzania próbek ma cztery strefy czułości nacisku (zakresy dynamiki klawiatury), z których każda może odtwarzać próbkę mono lub stereofoniczną, lub sekwencję wave. Strefy velocity mogą się nachodzić lub przenikać. Korg deklaruje bardzo mały aliasing ze względu na użycie interpolacji sinc do ograniczania pasma próbek.

#### Sekwencjonowanie Wave
Sekwencje Wave po raz pierwszy pojawiły się w Wavestation korga, wydanym w 1990 roku. Sekwencje Wave pozwalają na odtworzenie listy sampli, jednej po drugiej, z lub bez przejść i z innymi dodatkowymi parametrami (jak na liście poniżej), przy użyciu pojedynczej nuty. Może to stworzyć smukłe, ewoluujące drzewa lub rytmiczne efekty. Technicznie rzecz biorąc, sekwencje Wave są wprowadzane przy użyciu dwóch głosów: głos A odtwarza pierwszą próbkę, głos B odtwarza drugą próbkę, głos A odtwarza trzecią, itd. Inne syntezatory wprowadziły koncepcje podobne pod niektórymi względami, jak np. wavetables PPG, Synclavier resynthesis i Ensoniq Transwaves i Hyperwaves.
Na liście poniżej przedstawiono nowe cechy w OASYS'ie (w stosunku do Wavestation).
Sekwencje Wave OASYS'a zawierają, dla każdego kroku:
- Próbkę do odtwarzania (mono lub stereo)
- Odchylenie startu próbki
- włączenie/wyłączenie "Reverse"
- Długość kroku, w milisekundach lub jako wartość rytmiczna
- Czas przejścia ("crossfade") do następnego kroku, w milisekundach
- Kształt przejścia wejściowego (256 kroków, z log do exp)
- Kształt przejścia wyjściowego (jw.)
- Głośność
- Transpozycja i "fine-tune"
- Dwie wartości wyjściowe modulacji ("AMS"), do kontrolowania każdego pozwalającego na modulację parametru syntezy w reszcie programu (np. odcięcie lub rezonans filtru, prędkość LFO, itd.)

I, dla sekwencji jako całości:
- Tryb czasu/tempa ("Time/Tempo mode") (stwierdza, czy krok będzie podawany w milisekundach czy w wartościach rytmicznych)
- Włącznik/wyłącznik działania ("Run on/off") (blokuje lub odblokowuje zaprogramowane przedziały czasowe i przejścia razem; modulacje z innych źródeł mogą bezpośrednio kontrolować sekwencję)
- Włącznik/wyłącznik synchronizacji klawiszy ("Key sync on/off") (określa czy pojedyncze nuty sekwencji Wave uruchamiają się niezależnie, czy też wszystkie nuty synchronizują się w ustalony rytm)
- Swing i rozdzielczość swingu
- Włącznik/wyłącznik kwantyzacji ("Quantize Triggers on/off") (dostosowuje moment rozpoczęcia nuty do KARMA/Sekwencji)
- Krok startu i jego modulacja ("Start step and start step modulation")
- Krok końcowy
- Początek, koniec i kierunek pętli (tył, przód/przód, tył)
- Powtórzenia pętli
- Postęp na nucie ("Note-on advance") (przyśpiesza krok początkowy dla każdej granej nuty)
- Modulacja pozycji (przechodzi ręcznie przez sekwencję)
- Modulacja wartości (zmienia wartości kroków)

##### Różnice w stosunku do Wavestation
Dodatkowo w stosunku do oryginalnych możliwości Wavestation OASYS zawiera tryb czasu/tempa, synchronizację tempa sampli, ciągły czas przejść w trybie tempa, kształty wejść i wyjść, wahania, kwantyzację i synchronizację klawiszy, postęp nutowy, modulację wartości w czasie rzeczywistym, kontrolę odwrócenia i startu próbki na krok, i wyjścia modulacji.

### EXi
EXi to skrót Korga dla "EXpansion Instrument" (ang. "rozszerzenie instrumentu"). Dotyczy on wszystkich silników syntezy w OASYS, prócz HD-1, włączając AL-1, CX-3, itd.

#### Program EXi
To jest struktura programu odtwarzania EXi. Jest podobna do HD-1, lecz różni się na kilka sposobów, czyli:
- Pozwala na wybór dowolnych dwóch EXi dla trybu warstw i podziału klawiatury
- Dodaje "wspólny" sekwencer krokowy, współdzielony przez wszystkie głosy w Programie
- Dodaje wybór wejścia audio dla każdego z dwóch EXi (obecnie używany przez MS-20EX i MOD-7)
- Dodaje transpozycję dla każdego z EXi

#### AL-1
Wirtualny syntezator analogowy
- Dwa główne oscylatory z modulacją częstotliwości FM, synchronizowane ze sobą:
  - OASYS używa firmowej techniki minimalizującej aliasing (zniekształcenia dźwięku słyszalne głównie przy wyższych dźwiękach), niesłyszalne pod warunkiem wyłączonego efektu „drive” i modulacji pierścieniowej („ring modulation”),
  - kształty fali: Saw (piła), Pulse (impuls), Saw/Pulse (piła/impuls), Double Saw (podwójna piła), Detuned Saw 1 (odstrojona piła), Detuned Saw 2, Triangle (trójkąt), Square/Triangle (prostokąt/trójkąt),
  - Wave Morphing i regulacja szerokości/fazy/odstrojenia fali impulsowej,
- Sub-oscylator,
- Wejście audio,
- Generator szumów z regulowanym nasyceniem i dedykowanym filtrem,
- Modulacja pierścieniowa ("ring modulation"): Ring Mod, AM, Rectify, Clip,
- Mikser zapewnia regulowalną głośność (za pomocą np. LFO) i filtr A/B pan dla osc 1, osc 2, sub osc/wejścia audio, generatora szumów i modulacji pierścieniowej,
- Regulowany efekt zniekształceń nieliniowych „drive” (per głos) i podbicie basów („Low Boost”),
- Dwa wielotrybowe, rezonansowe filtry, włączając „multifiltr”:
  - Multifiltr udostępnia dwa oddzielne zestawy parametrów (LP, BP, HP), wyjścia „dry” i umożliwia płynne przejścia między tymi zestawami (również sterowalne np. przez LFO)
- 4 generatory obwiedni (EG),
- 4 oscylatory niskiej częstotliwości (LFO),
- 2 „Miksery AMS” (procesory modulacji sygnału),
- Sekwencer krokowy (osobny na każdy głos),

#### CX-3
Model organów elektroakustycznych oparty na Korg CX-3. Stara się imitować organy Hammond B3 i zestawy głośnikowe Leslie.

#### STR-1
Fizyczne modelowanie szarpanych strun.

#### MS-20EX
Jest to uaktualniony model Korg MS20.
MS-20EX jest częścią składową pakietu LAC-1 (kosztującego 250 dolarów, ale działającego w trybie demo do momentu aktywacji) i zawiera dwa wirtualne analogowe syntezatory, PolysixEX i MS-20EX.

#### PolysixEX
PolysixEX jest uaktualnioną wersją klasycznego Korg Polysix.
PolysixEX jest częścią składową pakietu LAC-1.

#### MOD-7
MOD-7 zawiera sześć oscylatorów VPM oraz oscylator PCM, generator szumów, wejście audio, dwa wielotrybowe filtry, trzy miksery 2-in/1-out i sześciowejściowy mikser główny z panelem łączącym wszystko w całość. MOD-7 pozwala na produkcję klasycznych klawiatur FM i dzwonów do dźwiękowych przestrzeni ("soundscapes") rytmicznych, syntetycznych basów, bulgotów i padów epicznych (epic pads).

## Znani użytkownicy
- Pete Townshend – The Who
- Tuomas Holopainen – Nightwish
- Jordan Rudess – Dream Theater
- Keith Emerson – Emerson, Lake and Palmer, Keith Emerson Band
- Tony Banks – Genesis
- Greg Phillinganes – muzyk sesyjny, grał w zespole Toto w latach 2005-2008
- Herbie Hancock
- Chuck Leavell – The Rolling Stones
- Sly Stone
- Derek Sherinian
- Michael Cretu – Enigma
- John Paul Jones
- Murray Gold – kompozytor Doctor Who (2005-?)